# Vatterode (Dietzenrode/Vatterode)

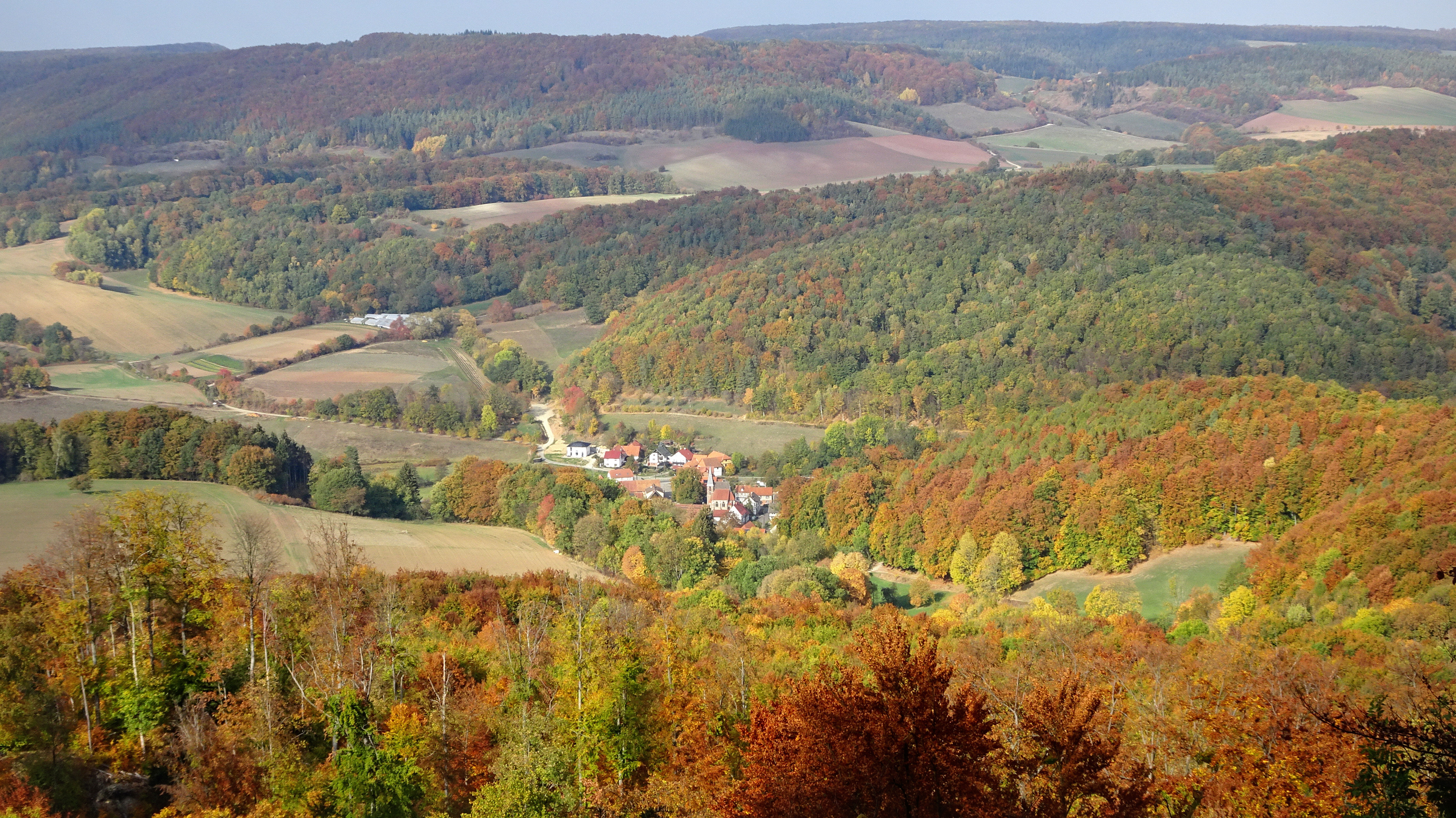
Blick vom Vatteröder Stein auf Vatterode im Walsetal

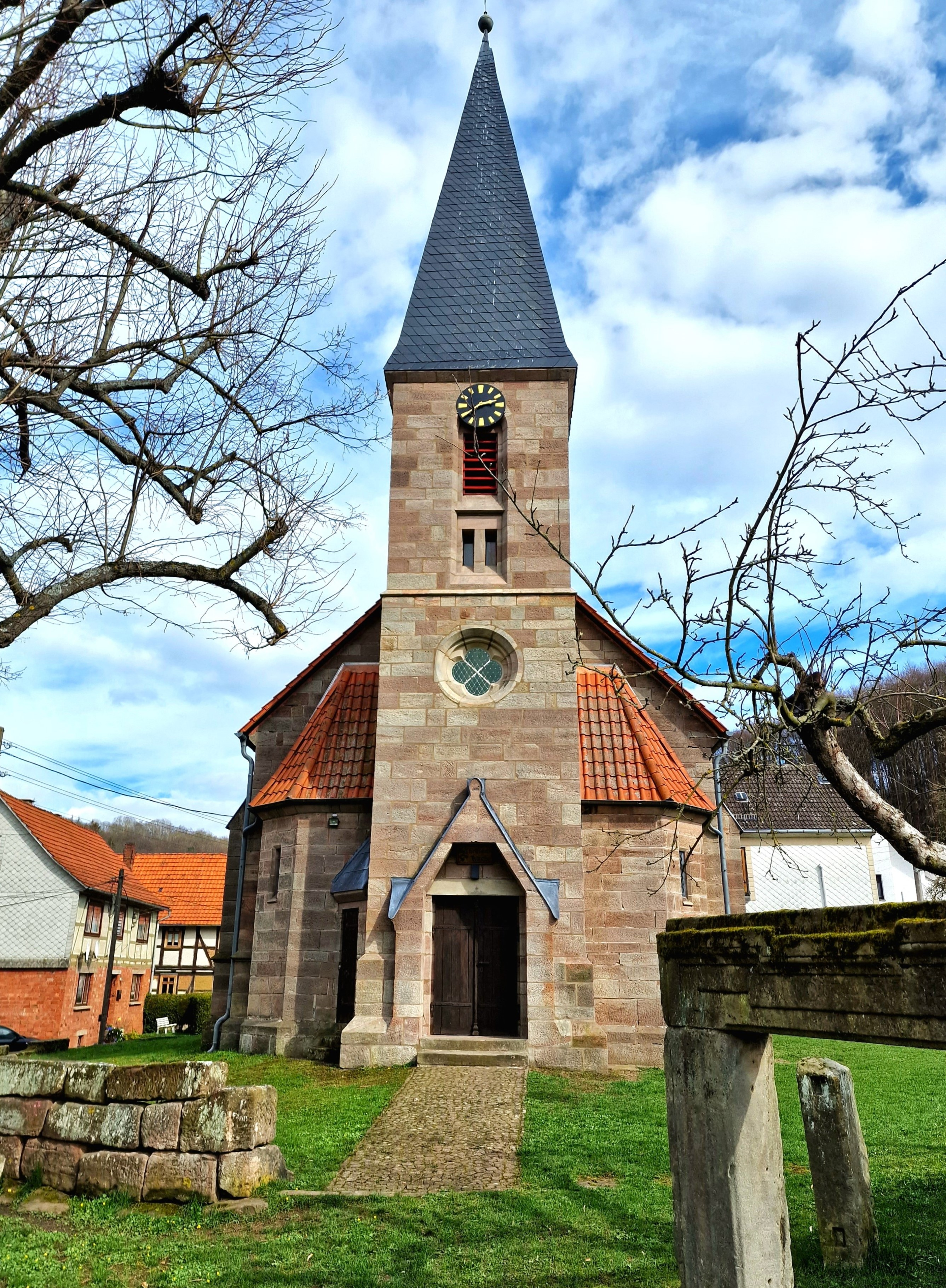
Christuskirche zu Vatterode im Eichsfeld

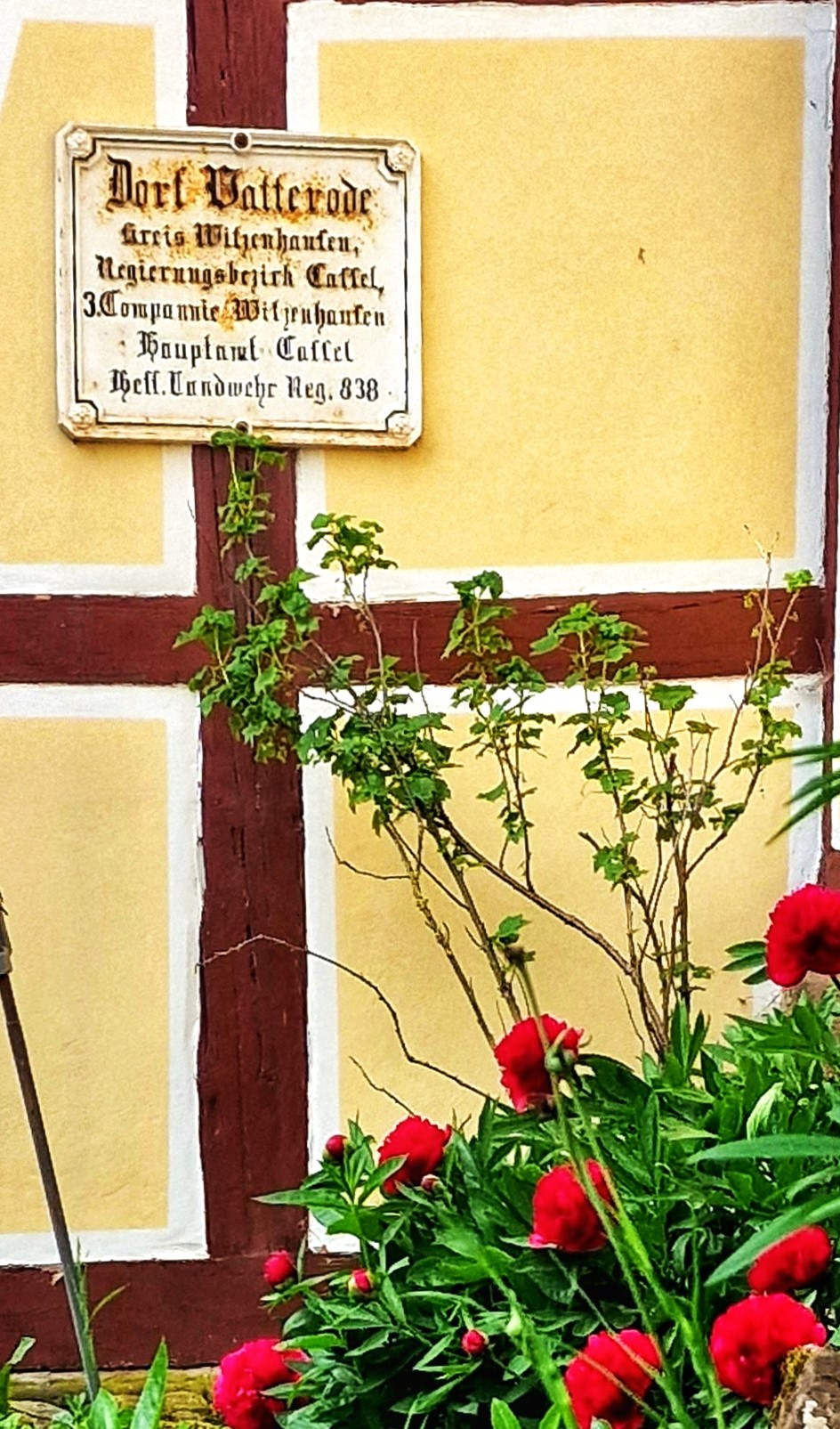
Historisches Schild an einer Hauswand zu Vatterode

Vatterode ist ein Ortsteil von Dietzenrode/Vatterode im Landkreis Eichsfeld in Thüringen.

## Lage
Vatterode liegt an der Landesstraße 1003 und hat Anschluss an die Landesstraße 1002. Diese Straßen verbinden beide Partnerorte durch das Walsetal. Die Walse mündet in die Werra.

## Geschichte
Am 4. August 1331 wurde das Dorf erstmals urkundlich genannt. Vatterode war ursprünglich eine Klosterniederlassung des St.-Katharinenstiftes in Eisenach. Das Stift verkaufte ihren Hof 1347 an die Stadt Allendorf.
Bis 1821 gehörte der Ort zum hessischen Amt Allendorf, danach zum kurhessischen und ab 1867 zum preußischen Kreis Witzenhausen. 1888 wurde die alte Klosterkirche neu gebaut.  Am 8. April 1945 starben vier Einwohner des Dorfes durch amerikanischen Beschuss. Tags darauf wurde das Dorf ohne Gegenwehr eingenommen. Das zuvor hessische Dorf wurde 1945 aufgrund des Wanfrieder Abkommens durch vereinbarte Grenzbereinigungen in die sowjetische Besatzungszone abgegeben und wurde daher thüringisch. Zwei Grundstücke von Vatterode westlich der Walse, unter anderem die Hansteinische Mühle, gehörten bereits vorher zum eichsfeldischen Landkreis Heiligenstadt. 
Am 1. Juli 1950 wurde Vatterode nach Dietzenrode eingemeindet. Mit der Eingemeindung von Dietzenrode kam Vatterode am 15. März 1974 zu Wüstheuterode. Am 1. Juni 1990 wurden die Orte Dietzenrode und Vatterode aus Wüstheuterode ausgegliedert. Sie bildeten seitdem die neue Gemeinde Dietzenrode/Vatterode.

## Sehenswürdigkeiten
- Christuskirche (Vatterode)
- Der historische Ortskern wurde im Juni 2018 als Denkmalensemble in das Denkmalbuch des Freistaates Thüringen eingetragen.[3]
- Dorfanger mit Steintisch, Steinbank und Angerlinde

## Persönlichkeiten
- Otto Apel (* 30. Dezember 1906 in Vatterode; † 19. März 1966), Architekt in Frankfurt am Main